# Robinet d'incendie armé
RIA
 (décembre 2019).
Si vous disposez d'ouvrages ou d'articles de référence ou si vous connaissez des sites web de qualité traitant du thème abordé ici, merci de compléter l'article en donnant les références utiles à sa vérifiabilité et en les liant à la section « Notes et références ».
Pour les articles homonymes, voir robinet.

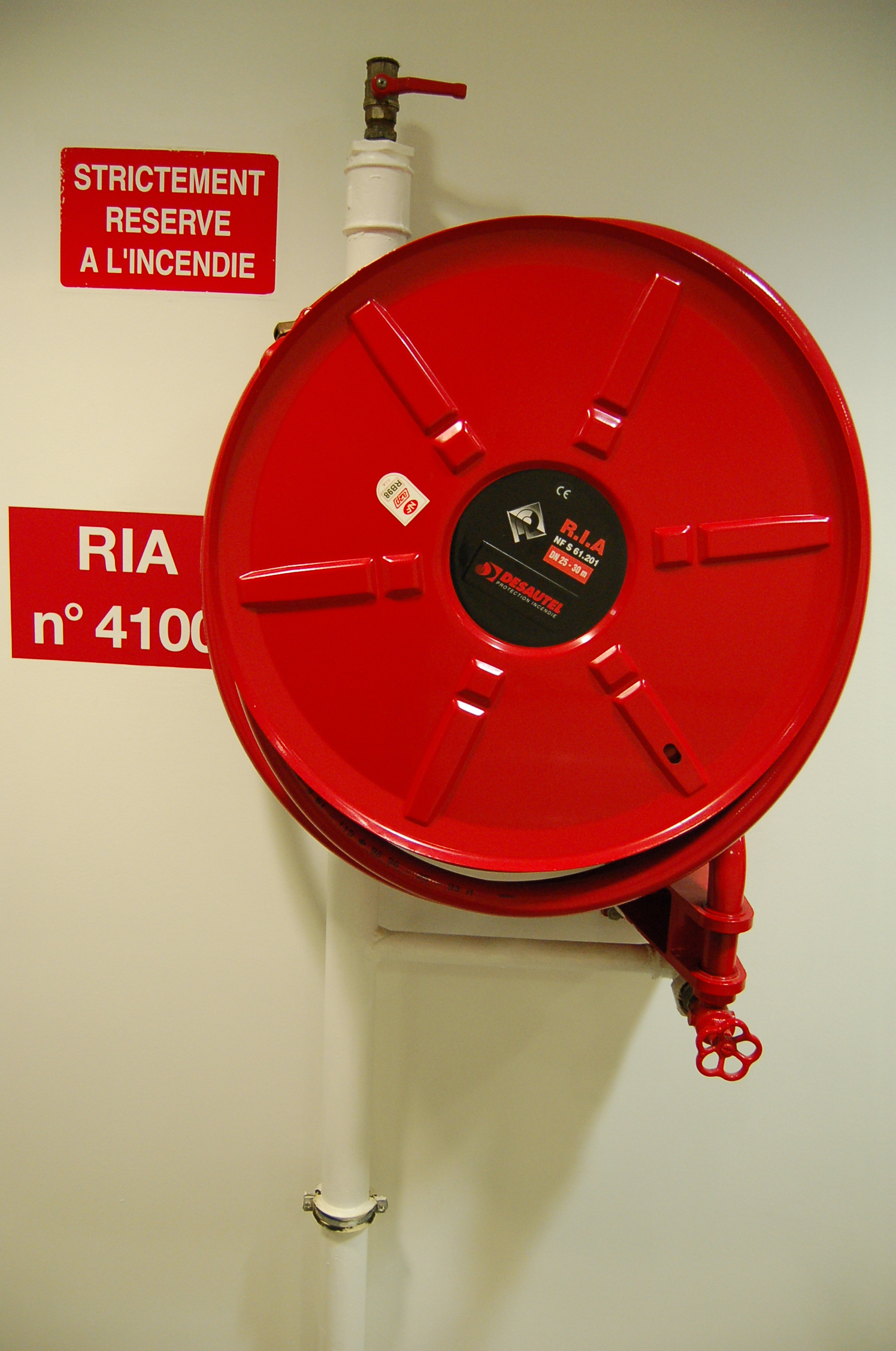
Un robinet d'incendie armé (RIA).

Un robinet d'incendie armé, ou RIA, est un équipement de première intervention, alimenté en eau, pour la lutte contre les débuts d'incendie. Il est utilisable par toutes les personnes, qualifiées ou non, pendant au moins 20 minutes en attendant si nécessaire l'arrivée des sapeurs-pompiers.
Ce type d'installation est obligatoire dans certains établissements recevant du public (ERP), dans de très nombreux établissements industriels et dans les immeubles de grande hauteur (IGH).

## Règles d'installation
Les règles d'installation d'un RIA sont décrites dans la norme NF S62-201.
Les RIA peuvent être installés dans des armoires, à condition qu'ils soient signalés par une plaque signalétique, un numéro ou lettre unique. Ils sont placés entre 1,20 m et 1,80 m au-dessus du sol sauf dérogation dans les centres commerciaux (pour ne pas être abîmés par des chariots).

## Description
Un RIA se compose des éléments suivants : un dévidoir à alimentation axiale tournant et « généralement » pivotant sur au moins 170°, un robinet d'arrêt attenant au dévidoir, une longueur élémentaire de tuyau semi-rigide de 30 mètres maximum (20 m ou 30 m dans la réglementation française), un robinet diffuseur à trois positions (arrêt, jet diffusé en cône ou en nappe, jet droit).
Les RIA existent dans les dimensions DN19/6, DN25/8, DN33/12. Le premier nombre correspond au diamètre intérieur du tuyau, le second correspond au diamètre de l'orifice du diffuseur.
Les débits minimaux des RIA sous 4 bars sont respectivement de : 34 l/min, 58 l/min et 128 l/min.
Les portées minimales des jets sont : diffusion de protection : 6 mètres, en jet diffusé d'attaque : 3 mètres, en jet droit 10 mètres.